# Roberto Rumich
Roberto Rumich (Monfalcone, 28 agosto 1936) è un ex calciatore italiano, di ruolo portiere.

## Carriera
Ha giocato 18 partite in Serie A con la Triestina, subendo 25 reti.